# S/S Storfursten

S/S Storfursten var en finländsk hjulångare, som byggdes 1836–1837 på Fletcher, Son & Faernells varv i Limehouse i London i Storbritannien för Åbo Ångfartygsbolag. Det var bolagets första beställda fartyg våren 1936, men genom försenad maskinleverans blev i stället den i Åbo byggda S/S Furst Menschikoff bolagets första ångfartyg i drift.
I fartyget fanns tre salonger och en hytt med 42 sängplatser. 
S/S Storfursten hade två ångmaskiner från Maudlsay, Sons & Field i London på sammanlagt 80 ihk.
Hon seglade på rutter mellan Sankt Petersburg, Tallinn, Helsingfors, Åbo och Stockholm, rutter som hon delade med S/S Furst Menschikoff.
År 1849 gick Åbo Ångfartygsbolag i konkurs, varefter fartyget såldes till E. Julin & Co och seglade för Åbo Nya Ångfartygsbolag.
Under Krimkriget var fartyget upplagt och det var efter kriget i så dåligt skick att det skrotades 1856. Dess ångmaskiner, pannor och pumphjul transporterades 1856 till Päijänne för att installeras på nybygget S/S Suomi.